# Nathan Drake
Nathan «Nate» Drake es un personaje, cuyo nombre real es Nathan Morgan, protagonista de la serie de videojuegos Uncharted, creado por Naughty Dog. Es el personaje «jugable» en Uncharted: El tesoro de Drake (originalmente titulado Uncharted: Drake's Fortune), Uncharted 2: El reino de los ladrones (en inglés Uncharted 2: Among Thieves), Uncharted 3: La traición de Drake (en inglés Uncharted 3: Drake's Deception), Uncharted: El abismo de oro (en inglés Uncharted: Golden Abyss) y en Uncharted 4: El desenlace del ladrón (en inglés Uncharted: A thief end). También aparece en un cómic animado titulado Uncharted: El ojo de Indra (de título original Uncharted: Eye of Indra), que es una precuela de los videojuegos, así como en la novela Uncharted: El cuarto laberinto. Drake es interpretado en su versión inglesa por el actor Nolan North, y por Tom Holland en la película del mismo nombre que influyó en la personalidad de Drake improvisando segmentos de diálogo del personaje.
Para crear la apariencia y personalidad de Drake, Naughty Dog se basó en el especialista Johnny Knoxville, el actor Harrison Ford y los héroes de las películas, novelas y revistas pulp. Buscando un personaje con el la gente se pudiese identificar, los diseñadores eligieron como vestuario de Drake una camiseta y vaqueros y le confirieron una imagen natural. Drake posee mucha fuerza de voluntad, pero a menudo bromea durante el juego. Los diseñadores se concentraron en darle reacciones realistas ante su entorno, como el tropezarse mientras corre, saltar salvando los obstáculos a duras penas o reconocer lo absurdo de algunas situaciones en las que se encuentra dentro del argumento del juego.
Nathan Drake es una de las figuras emblemáticas de PlayStation, y cada vez es más identificado con dicha plataforma. Muchos críticos han calificado a Drake de personaje simpático y verosímil, comentando que sintieron que lo conocían o que se encontraron con una persona corriente y divertida involucrada en situaciones peligrosas. Su diseño y acciones han dado lugar a comparaciones con películas y otros personajes de videojuegos, como la aventurera Lara Croft y el arqueólogo Indiana Jones.

## Diseño del personaje
El ilustrador y diseñador Kory Heinzen trabajó en la previsualización, concepto y diseño de personajes en el videojuego Uncharted: El tesoro de Drake, desarrollado por Naughty Dog. El diseño final sufrió pocos cambios desde esta concepción inicial. El equipo de producción se inspiró en el género de aventuras pulp para crear los videojuegos de la serie Uncharted y crearon a Drake basándose en los estereotipos de estas películas y novelas, dotándolo de inteligencia, ingenio y sólidos principios. Naughty Dog quería resaltar la personalidad de Drake a través de sus interacciones con el entorno durante las partes jugables. Para esto, desarrollaron una amplia gama de animaciones, que permitían a Drake mostrar reacciones y su temperamento sarcástico según el contexto. Estas animaciones fueron diseñadas para ser fluidas y creíbles, eliminándose cualquier animación que no promoviese esta fluidez o requiriese demasiado tiempo para ejecutarse. El sistema de combinación de animaciones del juego, que puede implicar más de 30 animaciones en un movimiento, fue implementado para dotar a Drake de movimientos que resultasen atractivos visualmente evitando sacrificar la inmediatez en la respuesta a los controles.

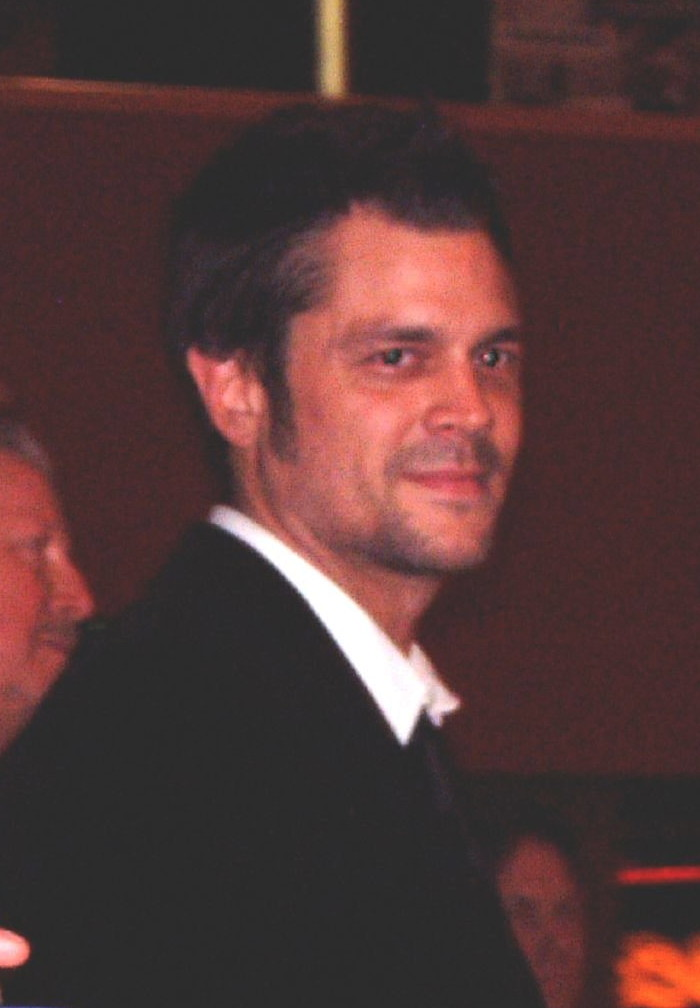
El especialista Johnny Knoxville sirvió como modelo para la apariencia de Drake.

El personal de Naughty Dog se inspiró en una serie de fuentes para la creación de Nathan Drake. Su apariencia y carisma se basaron en el actor y especialista Johnny Knoxville. El diseñador jefe del juego Richard Lemarchand quería que Drake reflejase el «carisma y la bondad» que él veía en Knoxville. La guionista de la serie Amy Hennig describió a Drake como una valiente y encantadora mezcla de los actores Harrison Ford y Bruce Willis, con influencia adicional de los héroes románticos de acción y aventura, incluyendo Cary Grant:

... llegamos a retroceder hasta los más antiguos cine seriales, películas de los años 30s y 50s, y los más recientes revivals del género de acción y aventura en los 80s, y aún más recientemente con películas como National Treasure. Hay ciertos rasgos que muchos de esos personajes tienen en común - ese sentido del humor irreverente y pícaro, ese encanto.

Lemarchand mencionó los personajes de cómic Doc Savage y Tintín, así como el protagonista de Die Hard John McClane, como inspiraciones para el personaje. La destreza física de Drake se inspiró en la de Savage, y su personalidad, por el vibrante colorido y la identidad de trotamundos de Tintín.
Naughty Dog quería que Drake encarnase el arquetipo de hombre con el que cualquiera puede identificarse. E. Daniel Arey, antiguo director creativo de Naughty Dog, afirmó que «una fina línea separa un gilipollas de un granuja adorable», y que ellos desarrollaron a Drake para ser más humano y accesible. «Si un héroe muestra constantemente su lado humano,» dijo Arey, «sintonizamos y perdonamos cualquier aparente exceso de confianza porque todos hemos estado ahí». Neil Druckmann, diseñador jefe de Uncharted 2: El reino de los ladrones, explicó que se pretendía que Drake reaccionase a las situaciones igual que el jugador medio. Hennig comentó:
... cuando nos dispusimos a hacer Uncharted, decidimos que queríamos abordar uno de esos queridos juegos de acción-aventura en el espíritu de toda esta tradición. Sabíamos que, para lograrlo, debíamos tener un héroe con el que uno se pudiese identificar fácilmente, un gran tipo. De modo que cuando la gente lo viese y dijese «por qué quiero jugar con un tipo que viste camiseta y vaqueros» ese sería un movimiento deliberado por nuestra parte para poder decir «mira, es sólo un tipo. Es como tú y como yo».
Josh Scherr, líder del equipo de El Tesoro de Drake dedicado a las secuencias de la historia, dijo que ellos crearon a Drake como un «tipo común» sin poderes especiales. En vez de eso, Drake se ponía visiblemente nervioso en ocasiones, a duras penas evitaba objetos mientras saltaba y se tropezaba mientras corría. Las caracterizaciones buscaban mostrar a Drake como un personaje débil. Él no es un maestro en la lucha cuerpo a cuerpo, y tira puñetazos sin estilo o habilidad. Sam Thompson, gerente de producción de Sony Entertainment of America y productor de El Reino de los Ladrones, describió la habilidad de Drake en artes marciales como «falible». Thompson también recordó que Naughty Dog ya había creado personajes icónicos anteriormente, como Crash Bandicoot. Con Nathan Drake, sin embargo, la compañía quería crear un personaje más normal, que no tuviese la misma confianza y resultase más realista y humilde.
Nolan North, el actor de voz que interpretó a Drake, tuvo un importante papel para definir las reacciones físicas y vocales del personaje. En la serie Uncharted, los actores fueron usados para captura de movimiento, y actuaron como si estuvieran interpretando en una película. La captura de movimientos fue realizada en un estudio de sonido, y el diálogo grabado en este proceso se usó en el juego. A North se le permitió improvisar diálogo e insertar aspectos de su propia personalidad en el personaje. A la hora de nombrar el personaje, el equipo de desarrollo consideró opciones muy diferentes, incluyendo Ethan, Samuel y John. Matthew Drake fue seriamente considerado, pero recibió una reacción pobre de aquellos a los que fue presentado. Finalmente, Naughty Dog se decidió por el nombre de Nathan, por su posibilidad de ser reducido a Nate, y la percepción de que sonaba histórico.

## Atributos

### Personalidad
Drake no tiene una personalidad definida, ya que sus creadores no querían que pareciese una caricatura o una «figura de cartón». Hennig constantemente elaboró la personalidad de Drake a través de los diálogos dentro del juego y de las interacciones con otros personajes, en vez de hacerlo exclusivamente a través de las secuencias. Drake reacciona a los eventos de un modo humano, comentando a menudo lo absurdo o difícil de alguna situación. Mientras avanza a través de los niveles, Drake suelta a menudo chistes y pullas. Matt Casamassina de IGN comentó respecto a las interacciones del personaje durante el juego que revelan la naturaleza de Drake, como por ejemplo un intercambio de palabras con Chloe que da pistas sobre la próxima tarea a realizar: «es alegre y divertido, pero también demuestra que Nate es consciente de lo absurdos que son a veces sus aprietos. Es una comunicación pequeña y sin importancia, pero tiene sentido que los dos se comportasen exactamente como lo hacen».
Drake dice lo que piensa en voz alta, una característica que permite hacer guiños a la audiencia, como si se le quisiese decir: «Sabemos lo que estáis pensando ahora». Amy Hennig llamó a Drake un «tipo duro de pelar, que llega allí y sencillamente se ocupa de la situación; "la piedra en el zapato"». A North, el actor de voz de Drake, se le ordenó empapar al personaje con su propia personalidad.

### Apariencia externa
La apariencia externa de Drake es bastante genérica, consistiendo en una simple camiseta blanca y vaqueros azules en el primer título de la serie, y una camiseta más oscura en Uncharted 2. Él fue deliberadamente vestido con una simple camiseta y unos vaqueros para proporcionar una «página en blanco» sobre la que plasmar una persona común y corriente. Los animadores diseñaron un sistema de animación por capas para hacer que los movimientos de Drake resultasen más realistas mezclando armónicamente múltiples posturas y reacciones. Esto permitió un complejo sistema para la cara y arrugas, que proveyó a Drake de reacciones emocionales más humanas. Drake está en forma, pero sin ser excesivamente musculoso.
La apariencia de Drake sufrió pequeños cambios en Uncharted 2: El reino de los ladrones. Hennig dijo que, en el primer juego, Drake estaba más delgado de lo pretendido, así que los diseñadores lo hicieron más fornido para el segundo. Además, en Uncharted 2, Drake fue dotado de un cabello más realista.
Drake siempre lleva la camisa metida bajo el pantalón sólo de un lado, hecho que los comentaristas americanos denominaron half-tuck («medio meter»). El término, originalmente acuñado por el diseñador de videojuegos Tim Schafer, llevó a Naughty Dog a alterar la apariencia de Drake poniéndole la camisa casi totalmente metida por delante y medio metida por detrás, una broma interna que el copresidente Evan Wells denominó three-quarters-tuck («meter tres cuartos»). El half-tuck era parte de un esfuerzo mayor para asegurarse de que el diseño de Drake fuese asimétrico. Tim Schafer comentó: «Era todo super next-gen, pero lo más next-gen para mi era la camisa de Drake. Fijaos: De algún modo está metida y no está metida, todo al mismo tiempo. De todas las maravillas técnicas contenidas en Uncharted, esta fue la que verdaderamente me dejó perplejo».

## Apariciones

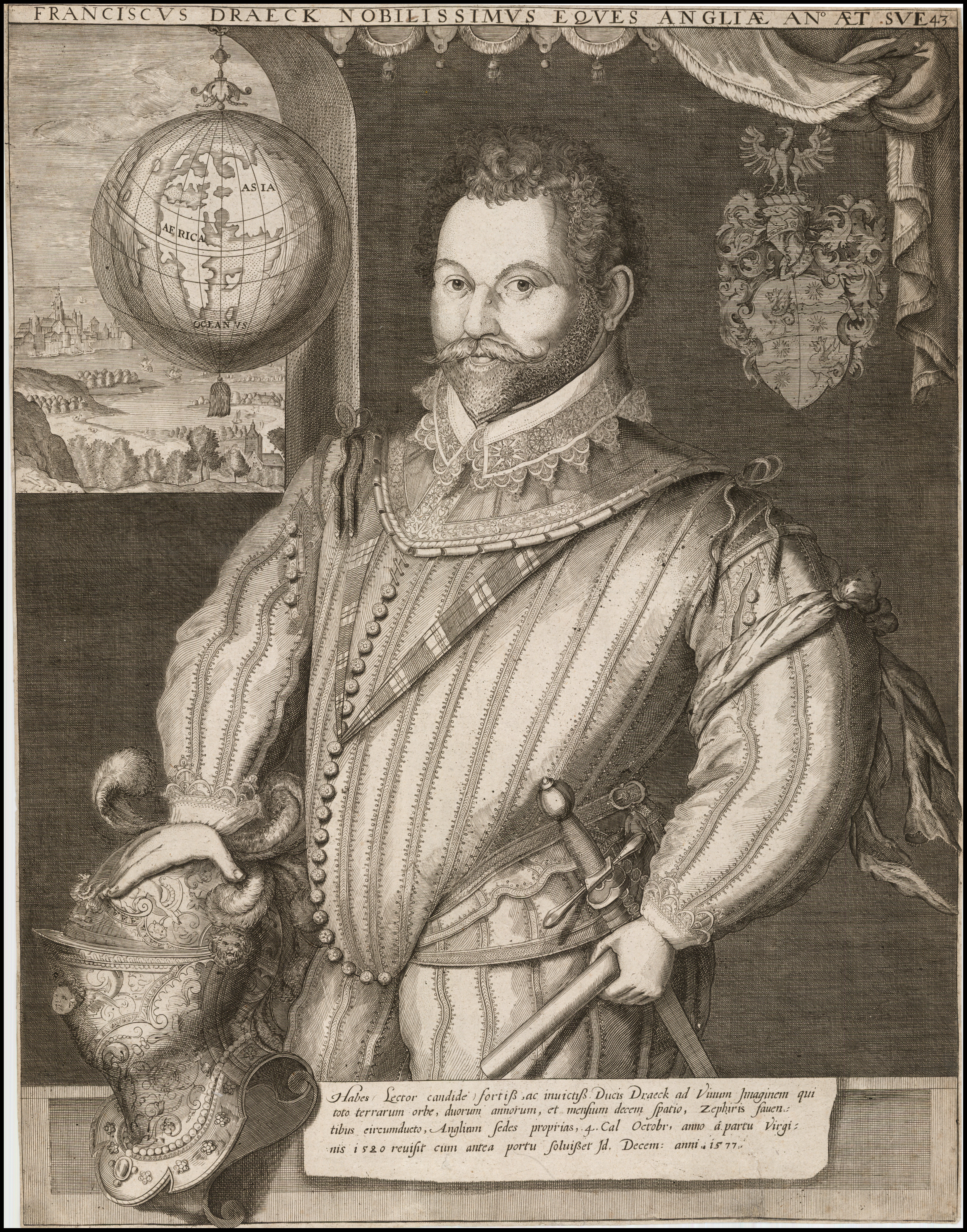
Retrato de Sir Francis Drake, 1583.

### Serie principal

#### Uncharted: El tesoro de Drake
En el videojuego de 2007 Uncharted: El tesoro de Drake, Drake le sigue la pista a un tesoro localizado en una remota isla tropical. En la primera escena del juego, Drake, acompañado por la periodista Elena Fisher, recupera el ataúd de su antepasado Sir Francis Drake, que había localizado a partir de las coordenadas grabadas en un tesoro de familia: un anillo que Drake lleva colgado al cuello. El ataúd contiene el diario de Sir Francis Drake, que proporciona la ubicación de El Dorado. Unos piratas atacan y destruyen el barco de Drake, pero su amigo Victor «Sully» Sullivan aparece para rescatarlos a ambos. Cuando Sully y Drake siguen el diario hasta el punto indicado, descubren que El Dorado es un enorme ídolo de oro que los españoles habían intentado llevarse de la isla siglos atrás. Tras encontrar un U-boot, unos mercenarios liderados por Gabriel Roman interceptan a Drake, Elena y Sully. Este último recibe un disparo, pero Drake consigue escapar a una isla donde el diario de Drake establece que está la estatua de oro.
De camino a la isla, el fuego antiaéreo fuerza a Elena y Drake a saltar en paracaídas y, así, ambos se separan. Drake se dirige a un antiguo fuerte español en búsqueda de Elena. Aunque Drake y Elena son capturados por poco tiempo, ambos se reúnen y escapan a la vieja oficina de aduanas de la isla. Allí se revela que Sully ha sobrevivido a su herida de bala. Drake descubre que el ídolo está cerca de la oficina de aduanas, y encuentra y rescata a Sully. Drake se da cuenta de que el ídolo está maldito y convirtió a los españoles y Kriegsmarine que lo buscaban en monstruos zombificados. Drake intenta evitar que Roman se lleve el ídolo de la isla y llega a tiempo de ver a Atoq Navarro, un hombre contratado por Roman, encontrar la estatua. Navarro engaña a Roman para que caiga en la maldición. Entonces, Drake salta a la estatua agarrándose a ella según es aerotransportada hasta un barco en la bahía. Allí, Drake derrota a Navarro y consigue hundir el ídolo en el fondo del océano. Cuando Elena y Drake están a punto de besarse, Sully llega en un barco y los tres abandonan la isla con varios cofres del tesoro.

#### Uncharted 2: El reino de los ladrones
Drake repite como protagonista en el segundo juego de la serie, de 2009. Un adinerado benefactor contrata los servicios de Drake, Harry Flynn, y Chloe Frazer para robar una pequeña lámpara de un museo turco. Tras el primer juego, Drake y Chloe desarrollan una relación sentimental. Una vez en el museo, Flynn traiciona a Drake, haciendo que sea encarcelado. Drake teoriza que el verdadero objetivo del robo era descubrir la localización de la flota perdida de Marco Polo. Flynn lleva la información obtenida de la resina encontrada en la lámpara a su jefe, el criminal de guerra Zoran Lazarevic, que busca la piedra Chintamani que la flota supuestamente transportaba. Una vez que Chloe y Sully consiguen poner en libertad a Drake, este sigue a Lazarevic, y descubre que la flota no poseía la piedra, pero tenía pistas de la ubicación de Shambhala. Drake viaja a Nepal para encontrar la siguiente pista, aunque Lazarevic ha iniciado una guerra civil en la región para encontrar el templo que contiene dicha pista. En la ciudad, Drake encuentra a Elena y a su operador de cámara Jeff, quien es ejecutado por Lazarevic.
Drake persigue a Lazarevic y entonces descubre la llave para Shambhala, pero el tren en el que viajan explota, dejando a Drake en tierra. Nathan pierde la consciencia tras encontrar la llave (una Kīla) y despierta en un pueblo tibetano. Allí, encuentra a Karl Schäfer, un alemán que había liderado una expedición de las SS a Shambhala, aunque los había asesinado a todos para evitar que los nazis consiguieran el poder en la ciudad. Tenzin, un hombre que no habla inglés, guía a Drake a través de una cueva helada, donde son atacados por monstruos gigantes con cuernos. Lazarevic ataca el pueblo, secuestrando a Schäfer. Drake y Elena le siguen el rastro a Lazarevic hasta un monasterio, donde encuentran la entrada a Shambhala. Una vez dentro, descubren que los monstruos son los guardianes de la ciudad. Drake y Elena son capturados por Lazarevic, pero se escapan cuando los guardianes atacan. Drake se enfrenta a Lazarevic en el árbol de la vida, la savia del cual constituye la piedra Chintamani. Drake hiere a Lazarevic, dejando a los guardianes que lo maten, y vuelve al pueblo, donde él y Elena se besan e inician una relación.

#### Uncharted: El ojo de Indra
Uncharted: El ojo de Indra es una precuela en forma de serie de cómics animados publicada en 2009. Los eventos que narra ocurren antes del primer título, pero la serie de El Ojo de Indra se publicó después del segundo videojuego. Para obtener dinero con el que encontrar el ataúd de Sir Francis Drake, Nathan Drake trabaja para un estadounidense convertido en jefe del crimen en Indonesia llamado Daniel Pinkerton. Drake busca el legendario ojo de Indra en India, donde conoce a Eddy Raja —que aparece en el primer juego— y Drake empieza una relación sentimental con la hermana de Raja, Rika Raja.

#### Uncharted 3: La traición de Drake
La tercera entrega de la franquicia se publicó en 2011. Uncharted 3: La traición de Drake, se centra en la relación de Drake con su mentor y figura paterna, Victor «Sully» Sullivan, y presenta a Nathan en búsqueda de una ciudad perdida legendaria que finalmente le conducirá a la península arábiga y al vasto páramo desértico de Rub al-Jali, también conocido como el Cuarto vacío. Dicha ciudad perdida ha sido conocida por varios nombres como "Ciudad de los pilares" o la "Atlántida de las arenas".

#### Uncharted: El abismo de oro
Drake volvió en 2012 con Uncharted: El abismo de oro, que fue uno de los juegos de lanzamiento de PlayStation Vita. Los eventos del juego tienen lugar algún tiempo antes de los sucesos de El Tesoro de Drake, aunque los desarrolladores declararon que no es una precuela al primer juego sino una historia original aparte.

#### Uncharted 4: El desenlace del ladrón
La cuarta y última entrada de la serie con Drake, Uncharted 4: El desenlace del ladrón, se centra en él en busca del tesoro del infame pirata Henry Avery. Cuando era niño, Nate se escapa del orfanato y se reúne con su hermano mayor Sam, quien explica que ha localizado los diarios de su madre. Entran en la casa a la que habían sido vendidos, donde la anciana propietaria revela que conocía a su madre, una historiadora que había teorizado que Francis Drake tenía herederos. Ella muere de insuficiencia cardíaca antes de que pueda llamar a la policía, lo que obliga a Nate y Sam a huir y adoptar el apellido Drake. Algunos años antes de los eventos de El tesoro de Drake, Nate y Sam, con la ayuda del socio Rafe Adler, se infiltran en una prisión panameña donde descubren una cruz que representa a Saint Dismas, el buen ladrón. Comienzan a escapar, sin embargo, los guardias disparan a Sam y Nate y Rafe lo dan por muerto. Varios años después del engaño de Drake, Nate se ha retirado de la búsqueda de tesoros y vive con Elena mientras trabaja como salvador en Nueva Orleans. Sam, que sobrevivió y pasó los años intermedios con vida y encarcelado, visita a Nate y le revela que el capo de la droga Héctor Alcázar lo escapó de la cárcel, quien lo obligó a encontrar el tesoro de Avery o morir. Nate le miente a Elena que ha aceptado un trabajo de rescate y, junto con Sam y Sully, roba otra cruz de una subasta, lo que los pone en conflicto con Rafe y su compañera, la líder mercenaria Nadine Ross. El objeto lleva al trío a Escocia, donde los Drake encuentran un mapa de King's Bay en Madagascar. Nadine acorrala a los dos pero escapan. En King's Bay, se enteran de que Avery y otros capitanes piratas reunieron todos sus tesoros y se establecieron con ellos en Libertalia. En su hotel encuentran a Elena, molesta por el engaño de Nate, y ella se va, pero a pesar de esto, Nate se niega a abandonar la búsqueda. Él y Sam viajan a la isla donde está Libertalia y descubren que el tesoro fue trasladado a través de la isla a la ciudad de New Devon. Pronto se enfrentan a Nadine y Rafe, quien revela que sacó a Sam de la prisión, ya que Alcázar había muerto hace mucho tiempo. Rafe intenta dispararle a Nate, quien sin darse cuenta es derribado por un acantilado y luego rescatado por Elena. Viajan a New Devon y descubren que Avery y su segundo al mando, Thomas Tew, mataron a los otros fundadores y se quedaron con el tesoro. Los dos localizan y rescatan a Sam con la ayuda de Sully y deciden escapar, pero Sam decide continuar la caza. Nate lo sigue y encuentra el barco cargado de tesoros de Avery donde Sam activa una trampa que prende fuego al barco. Nadine traiciona a Rafe y se va, cansado de los riesgos involucrados. Rafe desafía a Nate a una pelea de espadas, que termina en Nate arrojando un montón de tesoros sobre él. Nate rescata a Sam y son recogidos por Elena y Sully. Posteriormente, Sam y Sully se unen mientras Elena compra la empresa de salvamento, instalando a Nate como propietario. Años más tarde, su hija Cassie descubre evidencia de la antigua vida de caza de tesoros de los dos, de la que deciden contarle.

### En otros medios
Uncharted: El cuarto laberinto es una novela independiente de 2011 escrita por Christopher Golden, ambientada entre los eventos del primer y segundo juego, e involucra a Drake trabajando para descubrir los misterios del Rey Midas y varios laberintos antiguos.
Nathan Fillion interpretó a Drake en la película de acción en vivo para fanáticos en 2018.
DC Comics lanzó una miniserie de cómics de seis partes en 2011, titulada Uncharted, ambientada entre los eventos del segundo y tercer juego, en el que Drake busca la legendaria ciudad de Agartha.
Tom Holland interpretó a Nathan Drake en la adaptación cinematográfica de 2022.

## Impacto cultural

### Productos y promoción
En 2007, Sony puso material promocional en la revista Empire haciendo hincapié en la naturalidad de su carácter y exhibiendo su similitud con los personajes de las películas de aventuras. Naughty Dog vendió una réplica airsoft de la pistola de Nathan Drake, una Beretta M92F.
Poco antes de la publicación en 2009 de Uncharted 2: El reino de los ladrones, se lanzaron cuatro figurillas de diseño en vinilo (urban vinyl) basadas en Nathan Drake. Erick Scarecrow, creador de ESC Toys, diseñó los muñecos en varios colores, con una tirada de sólo 2500 unidades para su venta internacional. Los analistas no estaban entusiasmados con el diseño, y Luke Plunkett de Kotaku comentó, «aunque ninguna de ellas tiene nombre, parece que hay un Drake, Hellboy Drake, Berlin Nightclub Drake y un Radiactivo Drake».

### Recepción y crítica
Nathan Drake ha suscitado análisis mayoritariamente positivos, centrándose muchos de ellos en lo agradable que resulta su personalidad. Tom Cross de Gamasutra calificó a Drake como «un cretino adorable» que es «ligero, frívolo y muy divertido», describiéndolo como una perfecta caricatura de un bribón. Stephen Totilo de Kotaku destacó que «Nathan Drake tiene carácter pero no llega a ser un idiota, y alegremente pero de forma deplorable, se mete en asuntos que lo sobrepasan. Esto lo hace más encantador que fastidioso». Comparando a Drake con un personaje similar, Matt Casamassina de IGN afirmó, «Nathan Drake, el héroe del Uncharted 2 de Naughty Dog, es más realista, divertido, encantador, agradable y en general más humano en 30 minutos que Leon S. Kennedy en toda su presencia en juegos de Resident Evil». Rush Frushtick de UGO admitió que Drake podía parecer «un imbécil», pero era «un imbécil agradable». GamesRadar listó a Nathan como uno de los 25 mejores personajes de la década, contrastándolo con personajes como el Jefe Maestro de Halo y Marcus Fénix de Gears of War en que, a diferencia de ellos, Drake nunca tiene el control de la situación. La revista Empire también ha incluido a Drake en su lista de los 50 mayores personajes de videojuegos, en vigésimo segundo lugar.
Refiriéndose a la imagen cercana de Drake, Tom Hoggins del Daily Telegraph escribió que la vulnerabilidad del personaje era «entrañable», mientras que Chad Sapieha de The Globe and Mail lo denominó «uno de los personajes de videojuegos más expresivos jamás creados». Sin embargo, Ben Kuchera de Ars Technica criticó esa imagen de normalidad, afirmando que Drake era como muchos otros personajes, y carecía de individualidad. Owain Bennallack, de la revista Develop también criticó a Drake por insulso dudando de si un jugador podría describirlo adecuadamente como personaje. Dan Hsu, de Bitmob, apuntó que, aunque otros personajes como el Jefe Maestro pueden destacar más, Drake parecía un «viejo amigo». Otro analista llegó a admitir estar algo enamorado de Drake.
El atractivo físico de Drake ha sido otro objeto de comentarios. Así, Drake ha sido descrito como «de ensueño», y «héroe apuesto y carismático». Claudia Black, voz de Chloe Frazer en Uncharted 2: El reino de los ladrones, reconoció estar algo enamorada de él. Drake ha sido citado como ejemplo de personaje que, aun siendo atractivo, no está exageradamente masculinizado. Una comentarista destacó, «Muy pocos de nuestros protagonistas (Nathan Drake y Alan Wake por nombrar unas pocas excepciones) representan a los hombres de un modo que yo calificaría como no degradante». Steve McGarvey de GameSpy escribió que Drake «apenas rezuma machismo comparado con la mayoría de protagonistas de videojuegos como él». El atractivo de Drake suscitó la crítica de Meagan Marie de Game Informer, quien afirmó que él «no destaca demasiado entre la multitud de iconos de los videojuegos idealmente proporcionados e intencionadamente intachables». GameDaily colocó a Drake en tercer lugar de una lista de clasificación de «tíos buenos» de los videojuegos. GamesRadar nombró a Drake «Mister 2007» en el contexto de un artículo especial que presentaba los que, a juicio de la redacción, eran los personajes masculinos y femeninos más sexis de la década (del 2000 al 2009) año por año. GamesRadar justificó la elección no sólo porque ellos podrían «mirar su culo durante horas y horas», sino también por ser heroico y tener una «actitud ganadora».
Las buenas ventas de la serie Uncharted y la creciente identificación de Drake con PlayStation 3 han llevado a que alguna gente afirme que es la mascota de facto de la videoconsola. Adam Hartley de TechRadar UK, consideró que «el protagonista de voz profunda Nathan Drake es el legítimo heredero de la corona de "Héroe de PlayStation"», mientras que Now Gamer estableció que Drake era el nuevo «chico de póster» de PlayStation 3. Drake fue nominado para el premio de «Personaje más convincente» en los premios Inside Gaming de 2009.

### Comparaciones con otros personajes
Nathan Drake ha sido comparado con algunos otros personajes de videojuegos y películas, especialmente con la aventurera de videojuegos Lara Croft de la franquicia Tomb Raider y con el personaje de cine Indiana Jones, debido a las similitudes entre los personajes y en las narrativas en las que aparecen. Johnny Minkley de Eurogamer y Lee Ferran de ABC News consideraron estas asociaciones como «obvias» e «inevitables». De hecho, Drake ha sido descrito como una mezcla de ambos personajes. Drake fue aclamado como «el nuevo Lara Croft» tras las buenas ventas del primer Uncharted, y su parecido con Lara Croft le hizo ganarse el apelativo de «Tío Raider» (Bloke Raider). Michael Owen-Brown de The Advertiser remarcó que Drake se distinguía de Croft por su ingenio, mientras que el director de la serie Uncharted Bruce Straley afirmó que Drake había igualado a Croft en popularidad. La CBS marcó una estricta distinción entre Indiana Jones y Drake destacando que, mientras que Jones actúa de forma altruista, Drake busca un lucro. Avi Arad, productor de una película de Uncharted que está planeada, extrajo una conclusión similar resaltando que, mientras que Jones era siempre bueno, Drake no es necesariamente "el chico bueno". El diseñador Neil Druckmann declaró que él cree que Drake se distingue de Jones y de Croft. Otros analistas han comparado a Drake con diferentes personajes, incluyendo Jack Colton de la película Romancing the Stone. North, que interpreta a Drake, también da voz al Príncipe en el videojuego de 2008 Prince of Persia, y se han hecho comparaciones entre ambos personajes. El Príncipe ha sido descrito como una versión más ruda y áspera de Nathan Drake.